# Signalgast

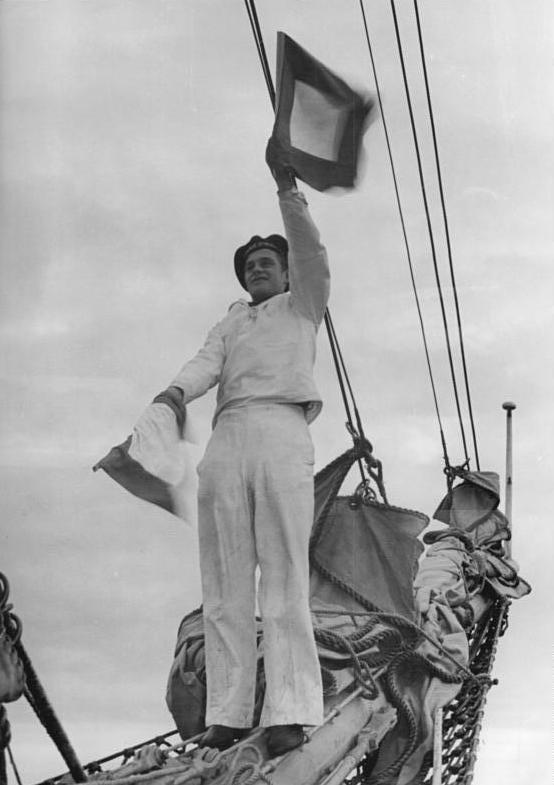
Segelschulschiff Wilhelm Pieck, Signalgast

Der Signalgast ist ein Matrose, der Nachrichten und Signale u. a. mittels Signalflaggen und Signallampe übermittelt. Zu den Aufgaben des Signalgastes gehört auch die Flaggenführung. Signalgasten gehören in der Deutschen Marine zur Verwendungsreihe 27.
Bei der Marine ist ein Gast ein Besatzungsmitglied (Mannschaftsdienstgrad) mit einer bestimmten Aufgabe.